# Episodi di Fargo (terza stagione)
La terza stagione della serie televisiva Fargo, composta da dieci episodi, è stata trasmessa dal canale statunitense FX dal 19 aprile al 21 giugno 2017.
In Italia, la stagione è andata in onda in prima visione sul canale satellitare Sky Atlantic dall'8 maggio al 10 luglio 2017. È stata trasmessa in chiaro dal 10 gennaio al 14 marzo 2018 su RSI LA1 in Svizzera e dal 28 febbraio al 2 maggio 2018 su Rai 4 in Italia.
Il cast principale di questa stagione è composto da Ewan McGregor, Carrie Coon, Mary Elizabeth Winstead, Michael Stuhlbarg, Goran Bogdan e David Thewlis.
| n° | Titolo originale                   | Titolo italiano                    | Prima TV USA   | Prima TV Italia |
| -- | ---------------------------------- | ---------------------------------- | -------------- | --------------- |
| 1  | The Law of Vacant Places           | La legge dei posti vacanti         | 19 aprile 2017 | 8 maggio 2017   |
| 2  | The Principle of Restricted Choice | Il principio della scelta limitata | 26 aprile 2017 | 15 maggio 2017  |
| 3  | The Law of Non-Contradiction       | La legge di non-contraddizione     | 3 maggio 2017  | 22 maggio 2017  |
| 4  | The Narrow Escape Problem          | Il problema del rotto della cuffia | 10 maggio 2017 | 29 maggio 2017  |
| 5  | The House of Special Purpose       | La casa degli scopi speciali       | 17 maggio 2017 | 5 giugno 2017   |
| 6  | The Lord of No Mercy               | Il Signore non misericordioso      | 24 maggio 2017 | 12 giugno 2017  |
| 7  | The Law of Inevitability           | La legge dell’inevitabilità        | 31 maggio 2017 | 19 giugno 2017  |
| 8  | Who Rules the Land of Denial?      | Chi regna sulla terra del diniego? | 7 giugno 2017  | 26 giugno 2017  |
| 9  | Aporia                             | Aporia                             | 14 giugno 2017 | 3 luglio 2017   |
| 10 | Somebody to Love                   | Qualcuno da amare                  | 21 giugno 2017 | 10 luglio 2017  |